# Salvador Tió
Salvador Tió y Montes de Oca (15 de noviembre de 1911 – 17 de septiembre de 1989) era un poeta y escritor puertorriqueño, promotor de la cultura de Puerto Rico, conocido por haber acuñado el término el  "espanglish". En la escuela Ernestina mendes

## Primeros años
Salvador Tió y Montes de Oca nació el 20 de noviembre de 1911 en Mayagüez (Puerto Rico), hijo de Salvador Tió y Malaret y Teresa Montes de Oca y Branderes.

## Espanglish
Al final de la década de 1940, Tió acuñó el término espanglish, que evolucionó a su forma actual spanglish en inglés y espanglish en español. Fue su respuesta a las personas que hablan español pero que inmediatamente renuncian a su lengua materna para aprender inglés e inmigrar a países no hispánicos. El primer artículo al respecto, "Teoría del espanglish", lo publicó en el Diario de Puerto Rico, el 28 de octubre de 1948.

## Años de madurez
Salvador Tió se estableció en San Juan, donde murió el 17 de septiembre de 1989.